# Pfarrkirche Mettersdorf

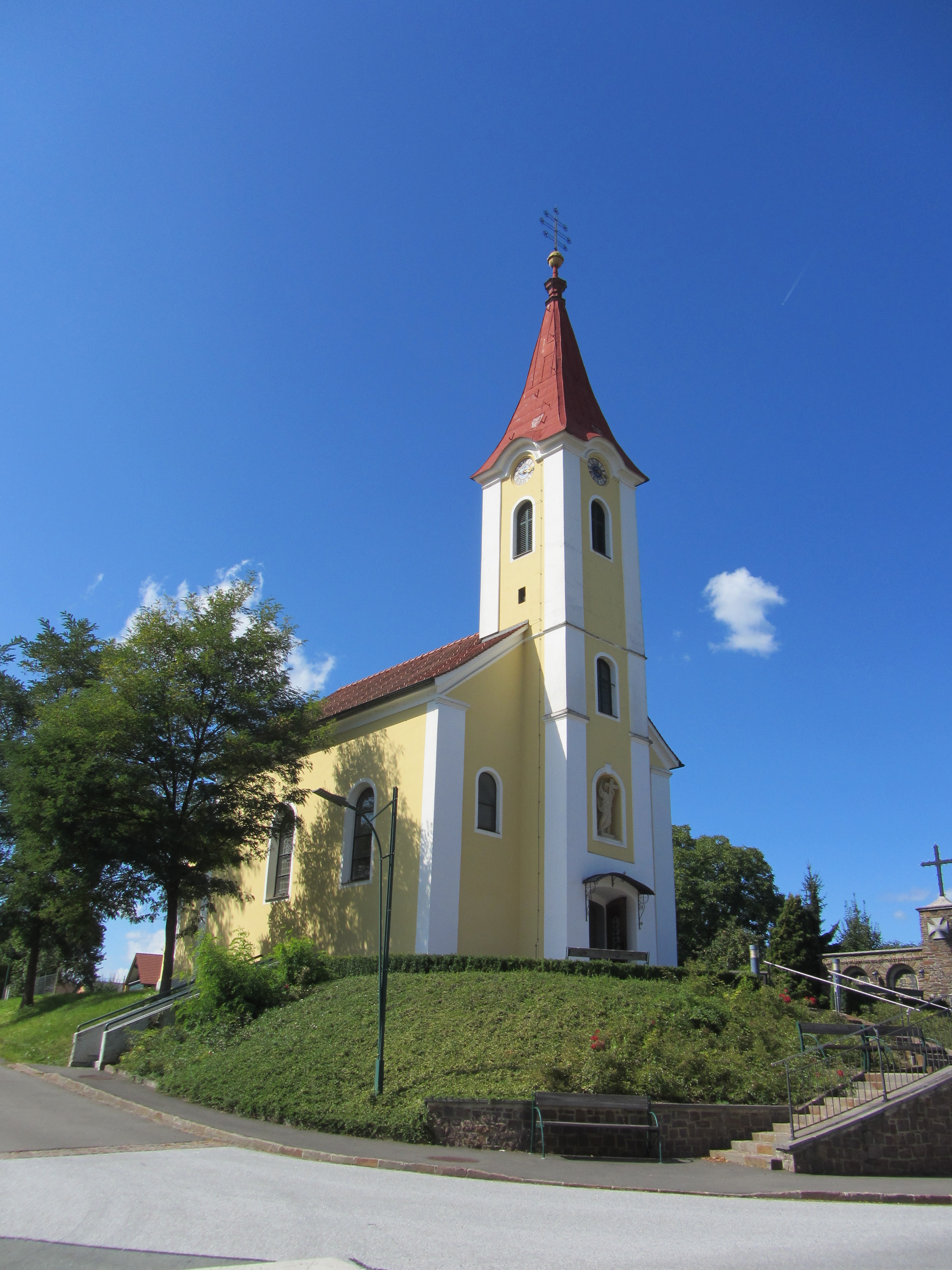
Katholische Pfarrkirche Heiligstes Herz Jesu in Mettersdorf am Saßbach

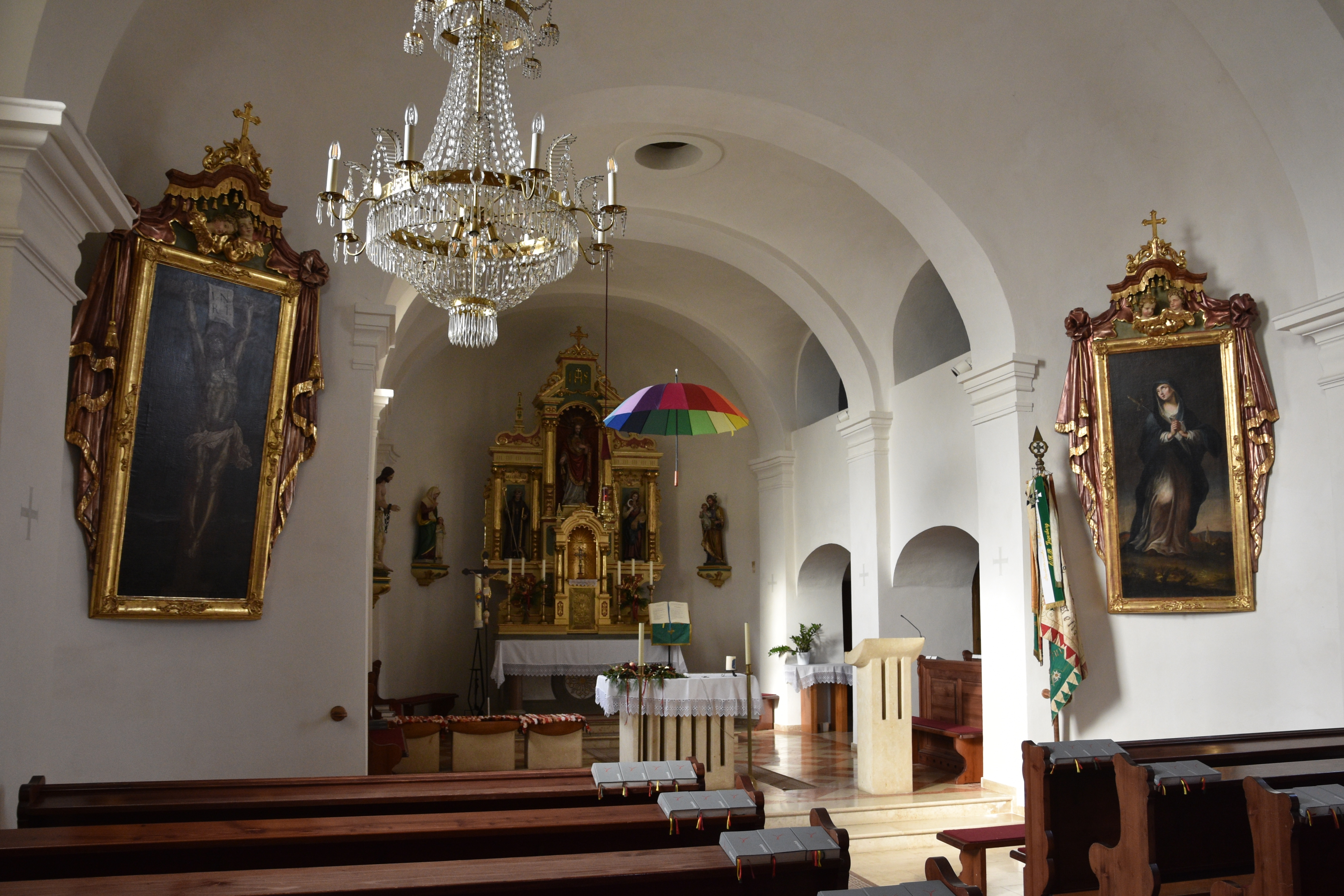
Langhaus, Blick in den Chor

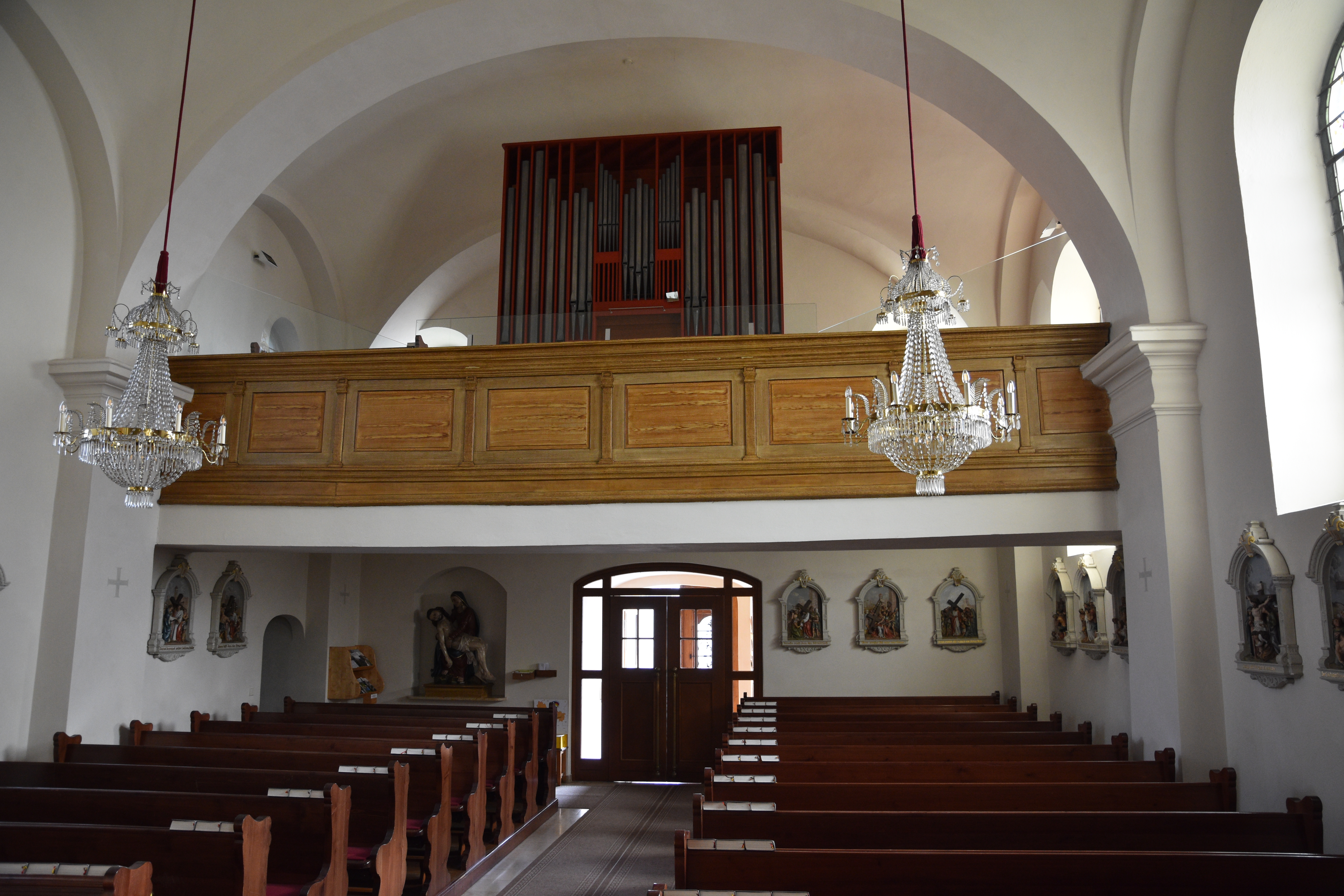
Langhaus, Blick zur Orgelempore

Die römisch-katholische Pfarrkirche Mettersdorf steht in der Marktgemeinde Mettersdorf am Saßbach im Bezirk Südoststeiermark in der Steiermark. Die dem Patrozinium Heiligstes Herz Jesu unterstellte Pfarrkirche gehört zur Region Südweststeiermark (Dekanat Leibnitz) in der Diözese Graz-Seckau. Die Kirche steht unter Denkmalschutz (Listeneintrag).

## Beschreibung
Die Ursprünge der Kirche gehen auf ein Gelübde von Herrn Wohlmuth im Jahr 1836 zurück. Nach der wundersamen Genesung seiner Frau versprach er, eine Kapelle zu errichten. Dieses Versprechen entsprach auch den Wünschen der Mettersdorfer Bevölkerung, sodass im April 1837 um die Erlaubnis zum Bau einer Kapelle angesucht wurde. Die Kapelle wurde 1841 fertiggestellt und später zur heutigen Kirche erweitert.
Die Kirche wurde 1931 zur Pfarrkirche erhoben. 
Die Orgel aus 1999 mit 8 Registern und 2 Manualen wurde von Walter Vonbank errichtet.